# Assalta'l com puguis
Assalta'l com puguis (títol original: Free Money) és una pel·lícula canadenca dirigida per Yves Simoneau, estrenada l'any 1998. Ha estat doblada al català.
Rodada en gran part l'octubre de 1997 a la regió de Cowansville, al Quebec, aquesta comèdia policíaca té com a principals intèrprets Marlon Brando i Charlie Sheen.

## Argument
Sorensen "el Suec", el fred alcalde d'una presó de Dakota del Nord, té dues filles bessones que es queden embarassades de dos barruts, Bud i Larry. Encara que el Suec acceptarà el matrimoni per preservar l'honor de les seves filles, això no li impedirà fer-li la vida impossible als seus gendres.

## Repartiment
- Charlie Sheen: Bud Dyerson
- Donald Sutherland: Jutge Rolf Rausenberg
- Thomas Haden Church: Larry
- Marlon Brando: el Suec
- David Arquette: Ned Jebee
- Martin Sheen: El Director
- Mira Sorvino: Agent Karen Porlaski
- Christin Watson: Inga
- Holly Watson: Liv
- Jean-Pierre Bergeron: Lauter
- Roy Dupuis: el turc
- Rémy Girard: Louis
- Roc LaFortune: Dwayne

## Crítica
- "Una cosa semblant a una comèdia, ximple, sense gràcia. És inexplicable què fan alguns actors aquí ficats"[3]